# داکوتا گویو
داکوتا گویو (به انگلیسی: Dakota Goyo) (زاده ۲۲ اوت ۱۹۹۹) بازیگر اهل کانادا است. او برای بازی در شخصیت مکس کنتون فیلم فولاد اصل در سال ۲۰۱۱ شناخته شده‌است. او تاکنون در ۹ فیلم سینمایی حضور داشته و از جمله آن‌ها می‌توان به نقش کودکی ثور از سری فیلم‌های استودیو فیلم‌سازی مارول اشاره کرد.
او در فیلم‌های حساب هیجانی و مدافع بازی کرده‌است.